# Vườn quốc gia sông Mitchell (Tây Úc)
Vườn quốc gia sông Mitchell là một vườn quốc gia ở Tây Úc, Úc, 2.140 km (1.330 mi) phía đông bắc Perth. Công viên tiếp giáp với ranh giới phía bắc của Vườn Quốc gia Hoàng tử Regent. Các thị trấn gần nhất là Derby cách 350 km về phía tây nam và Wyndham cách 270 km (168 dặm) về phía đông nam. Truy cập vào công viên chỉ được thực hiện bằng 4WD dọc theo Đường Mitchell Plateau Track từ Đường Kalumburu.
Hai đặc điểm chính của công viên là thác nước Mitchell Falls và hồ nướcSurveyors.

## Môi trường
Vườn quốc gia này có ý nghĩa sinh học và chứa hơn 50 loài động vật có vú, 220 loài chim và 86 loài lưỡng cư và bò sát, trong đó có loài cá sấu nước ngọt, rắn King Brown và Taipan. Công viên là một phần của Khu vực chim quan trọng của Hoàng tử Regent và Mitchell River, được BirdLife International xác định vì tầm quan trọng của nó đối với một loạt các loài chim, đặc biệt là các sinh cảnh ở vùng nhiệt đới Savanna.

## Lịch sử và quản lý
Vườn quốc gianằm trong Khu Quản lý Ngauwudu. Công viên được thành lập vào năm 2000 mà không có sự đồng ý của chủ sở hữu truyền thống hoặc theo đúng thủ tục theo Đạo luật Tư cách Bản địa. Có vẻ như Tiêu đề Bản xứ đã không được xác định qua khu vực này, mà rơi vào Wunggurr Wanjina Uungguu nhưng trên đất liền kề. Cục Vườn quốc và Động vật Hoang dã đang trong một hợp đồng quản lý hợp tác với Cộng đồng Kandijwal. Ba nhóm thổ dân có các vùng đất truyền thống trong công viên: Worrora, Wunambal-Gaambera và Ngarinyin.